# Braurón

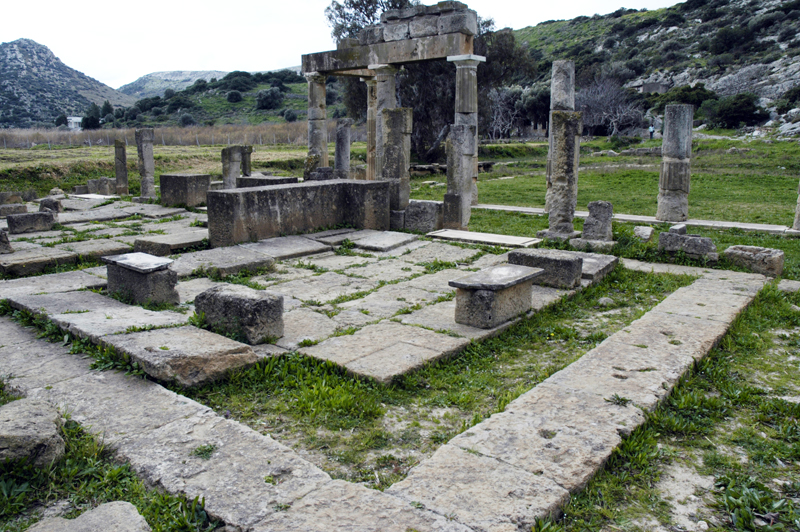
Santuario de Artemisa Brauronia, anastilosis parcial.

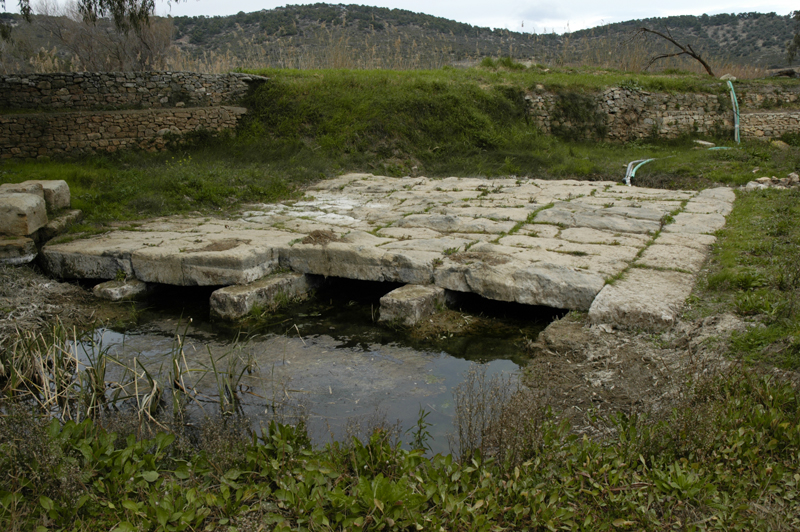
Vestigios del puente sobre el río Erasino.

Braurón (griego antiguo: Βραυρών, Braurón; griego moderno Βραυρώνα, Vravrona) fue una de las localidades más antiguas del Ática, ya que en el santuario consagrado a Artemisa Brauronia se han hallado restos arqueológicos que datan del Heládico Medio, entre 2000-1580 a. C. Muchos hallazgos se conservan en el Museo Arqueológico de Braurón, situado en las proximidades. 

## Geografía
Estaba situada muy cerca de la costa oriental del Ática, en la desembocadura del río Erasino, a unos 37 km al este de Atenas. En el periodo clásico pertenecía al territorio del demo de Filaidas.

## Mitos

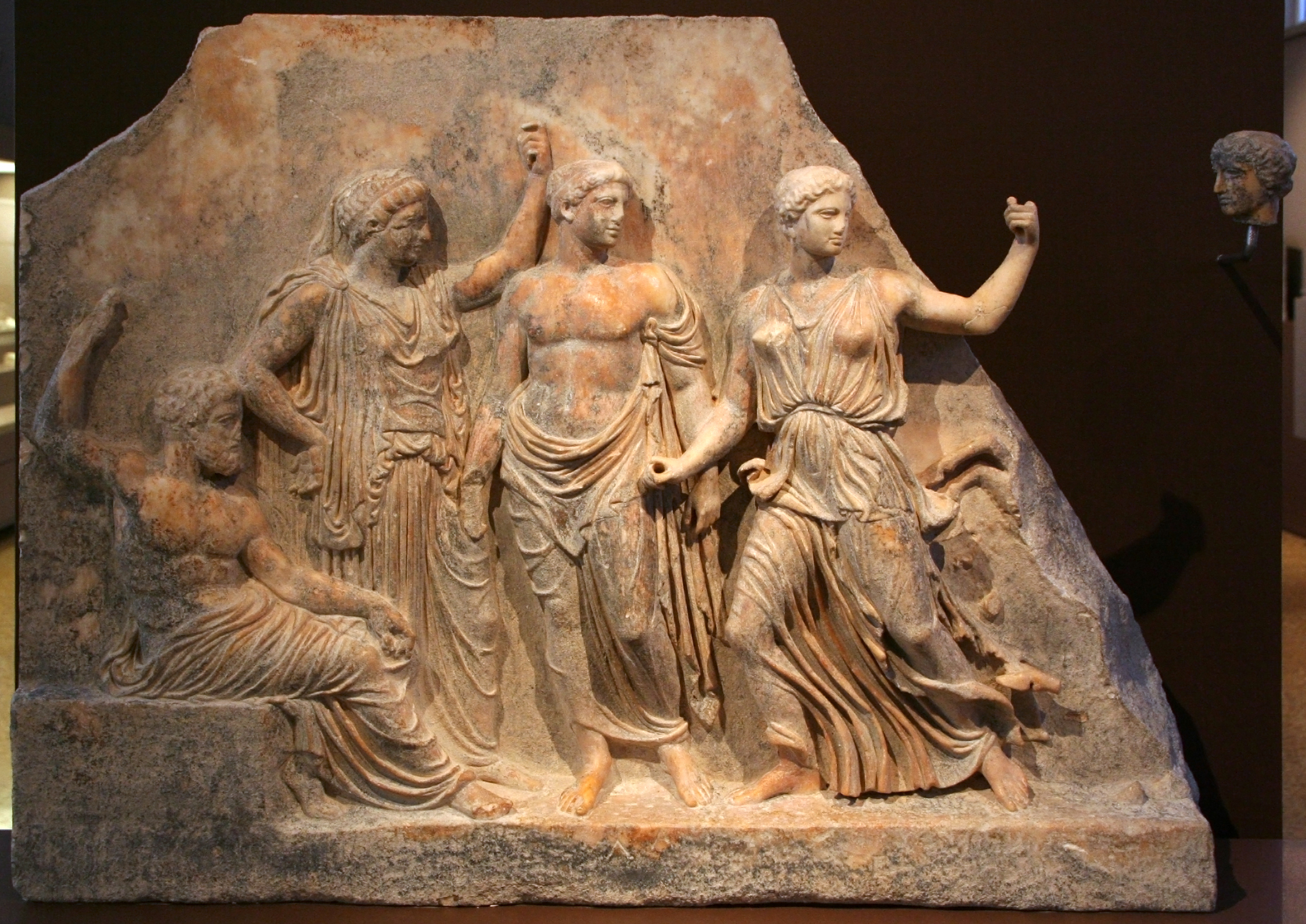
El llamado «relieve de los dioses» de Braurón, que representa, según la interpretación tradicional, de izquierda a derecha, a Zeus, Leto, Apolo y Artemisa. La cabeza aislada de la derecha se cree que representaba a Ifigenia. Otra posibilidad que se ha sugerido es que la cabeza aislada representara a Artemisa llegando triunfalmente acompañada de sus ciervos mientras que la mujer representada a la derecha de Apolo y que parece correr llevando antorchas, representaría a Ifigenia.

Estrabón recoge una información de Filócoro según la cual Braurón era una de las doce ciudades que el mítico rey Cécrope estableció en el Ática y que más tarde fueron unidas por Teseo en la ciudad de Atenas.
Según la leyenda, Ifigenia dejó en el santuario de Braurón, donde llegó para ejercer de sacerdotisa, la estatua de madera de Artemisa que había traído de Táurica. Posteriormente, esta estatua fue tomada como botín por el rey persa Jerjes y llevada a Susa cuando este invadió el Ática en el 480 a. C., hasta que, más tarde, fue llevada por Seleuco a Laodicea de Siria. En otras versiones, sin embargo, Atenea había ordenado a Orestes que la llevara al santuario de Halas (situado muy cerca de Braurón) o bien la imagen había sido llevada a un lugar de Esparta llamado Limneon.
Según una tradición local, fue en Braurón donde Ifigenia iba a ser sacrificada pero antes de ello fue reemplazada por una osa o un toro por obra de Artemisa.

## Historia
El sitio debía su importancia, a partir del Neolítico (3500 a. C.), a su puerto natural y a su posición estratégica en dirección a las islas Cícladas y a Asia Menor. Los restos de residencias y de cerámica de los periodos heládico temprano y heládico medio indican que el lugar prosperó hasta la época micénica. En el periodo micénico tuvo una población importante, como muestran los hallazgos de restos de casas y tumbas. El asentamiento se abandonó en el heládico reciente III B (1300-1230 a. C.)
Renació hacia 900 a. C., pero sus habitantes se asentaron en una colina diferente a la de los tiempos anteriores, más alejada del mar; después, en torno al año 700 a. C. comenzó el periodo floreciente del santuario, que terminó alrededor del 300 a. C., después de una gran inundación.
Heródoto relata que durante la fiesta de Artemisa de Braurón, en un acto de piratería los pelasgos raptaron a muchas mujeres y se las llevaron a la isla de Lemnos, donde fueron retenidas como concubinas. Posteriormente las mataron junto con los hijos que tuvieron con ellas, por temor de que estos últimos acabaran dominándolos cuando se hicieran mayores.
Cerca del año 300 a. C. se produjo una gran inundación procedente del río Erasino que enterró parte del lugar; por ello se conservaron muchos objetos de madera que en condiciones normales habrían desaparecido.

## Santuario

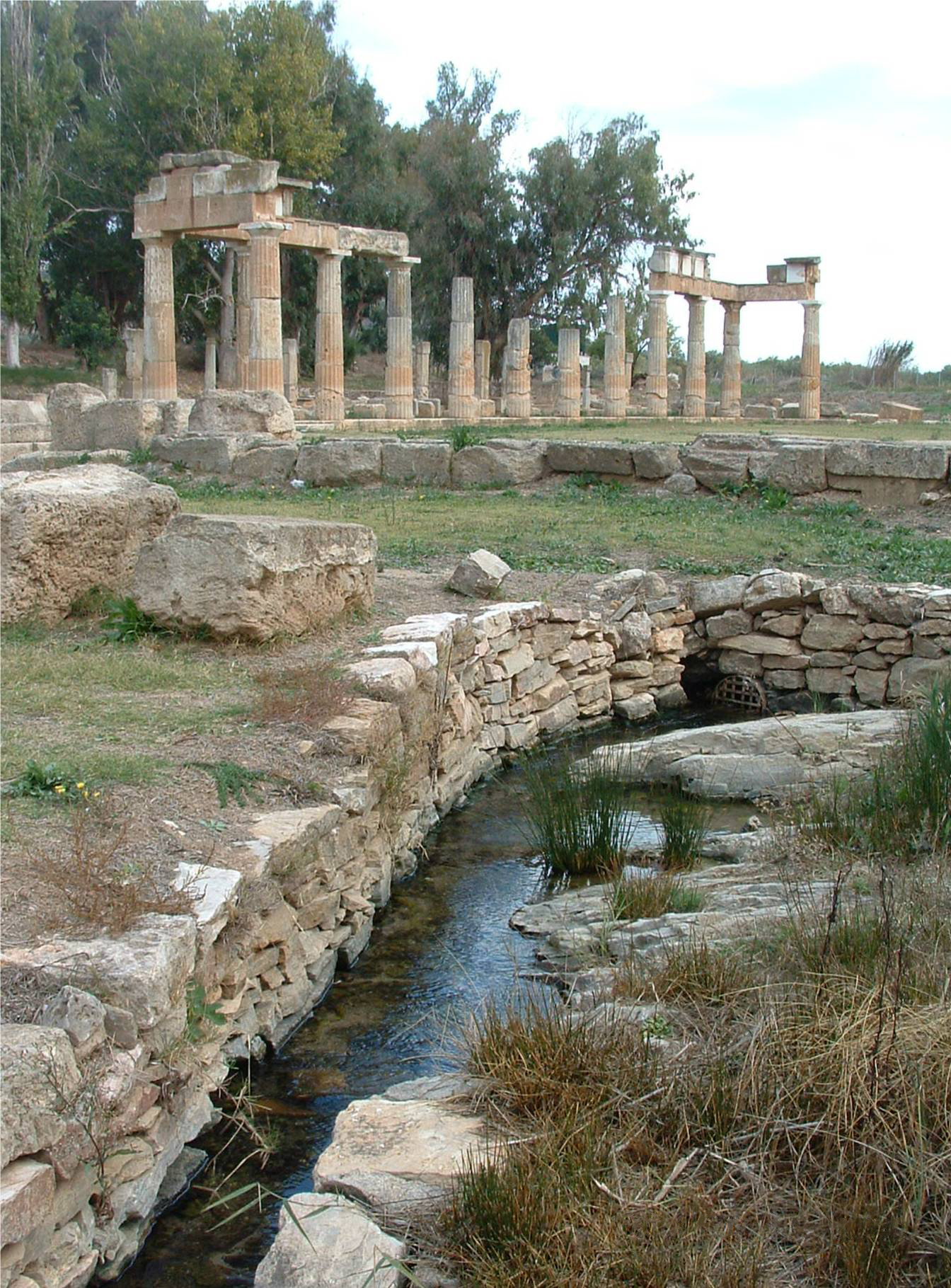
Stoa del santuario de Artemisa.

### Puente antiguo
Se accedía al santuario, que cubría una superficie de unos 60 x 80 m, por un puente de piedra sobre el río Erasino: es el único puente que permanece de la Grecia clásica.

### Templo y santuario de Artemisa

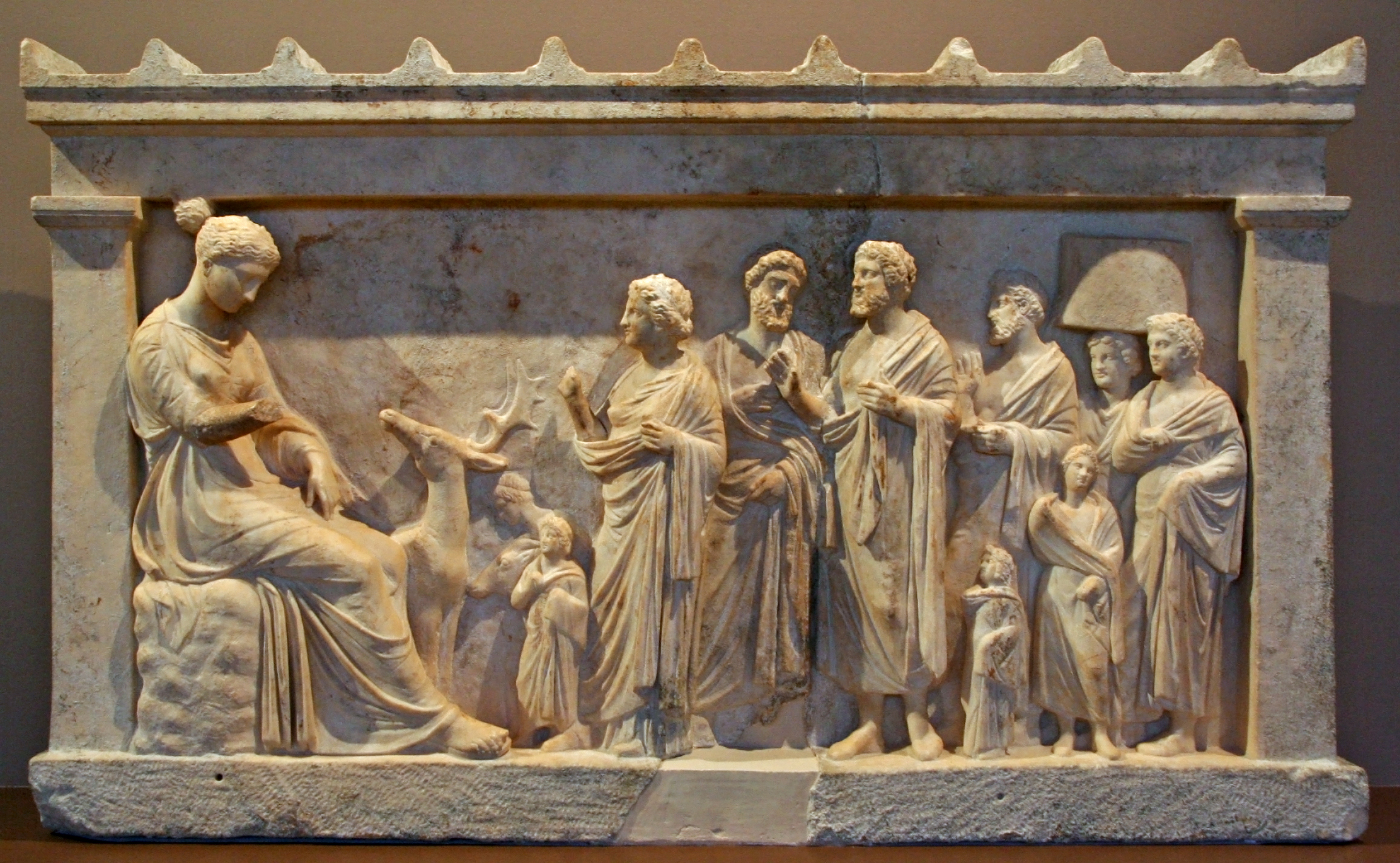
Relieve votivo donde aparece representada Artemisa con un ciervo y una familia de oferentes, que llevan una cabra para el sacrificio. Museo Arqueológico de Braurón.

El templo dórico, propiamente dicho, mide 19,20 x 10,35 m y pertenece al siglo V a. C. Alrededor del altar, situado delante del templo, se desarrollaban las danzas rituales de las niñas, como lo muestran las figuras de una cráteras del siglo V a. C. Los relieves del friso representan a Artemisa como la antigua señora ancestral de los animales, divinidad femenina de la naturaleza, de la fecundidad, de la vida y de la muerte. Se le ofrecían toros y cabras en sacrificio. Parece que este templo sucedió a un templo anterior que estaba situado en el lugar donde ahora se alza la iglesia de San Jorge, que pertenece a la época bizantina.
En el santuario se enseñaba la tumba de Ifigenia, quien habría llegado a Braurón desde Táuride. La tumba tenía el aspecto de una gruta. Junto a esta supuesta tumba se hallaba un pequeño santuario, que se supone que era un heroon donde se rendía culto a Ifigenia. Esta recibía como ofrenda la ropa de las mujeres que morían durante el parto.
El edificio más grande del santuario era la «stoa de las Arktoi» o «sala de las osas», cuya planta tenía forma de Π, tal vez a consecuencia de una reducción del plano inicial. Contaba con un total de nueve habitaciones y cada una albergaba once camas de madera y siete mesas. Se ha sugerido que la función de estas habitaciones era de dormitorio de las muchachas o quizá de refectorio donde se celebraban banquetes colectivos. Delante de las habitaciones se han hallado numerosas estatuas de niñas y niños. También se han hallado joyas, objetos cotidianos de uso femenino, utensilios agrícolas, cerámica y relieves votivos.
Además, un decreto ateniense de fines del siglo IV a. C. o principios del siglo III a. C. menciona los edificios del santuario entre los que se citan, entre otros, un templo, un partenón, un gimnasio, un amphipoleion (vivienda de los sacerdotes),  una palestra y establos. La identificación de algunos de esos edificios con las estructuras descubiertas es objeto de debate, pero seguramente algunos de ellos permanecen sin descubrir.

### Ritos y festividades

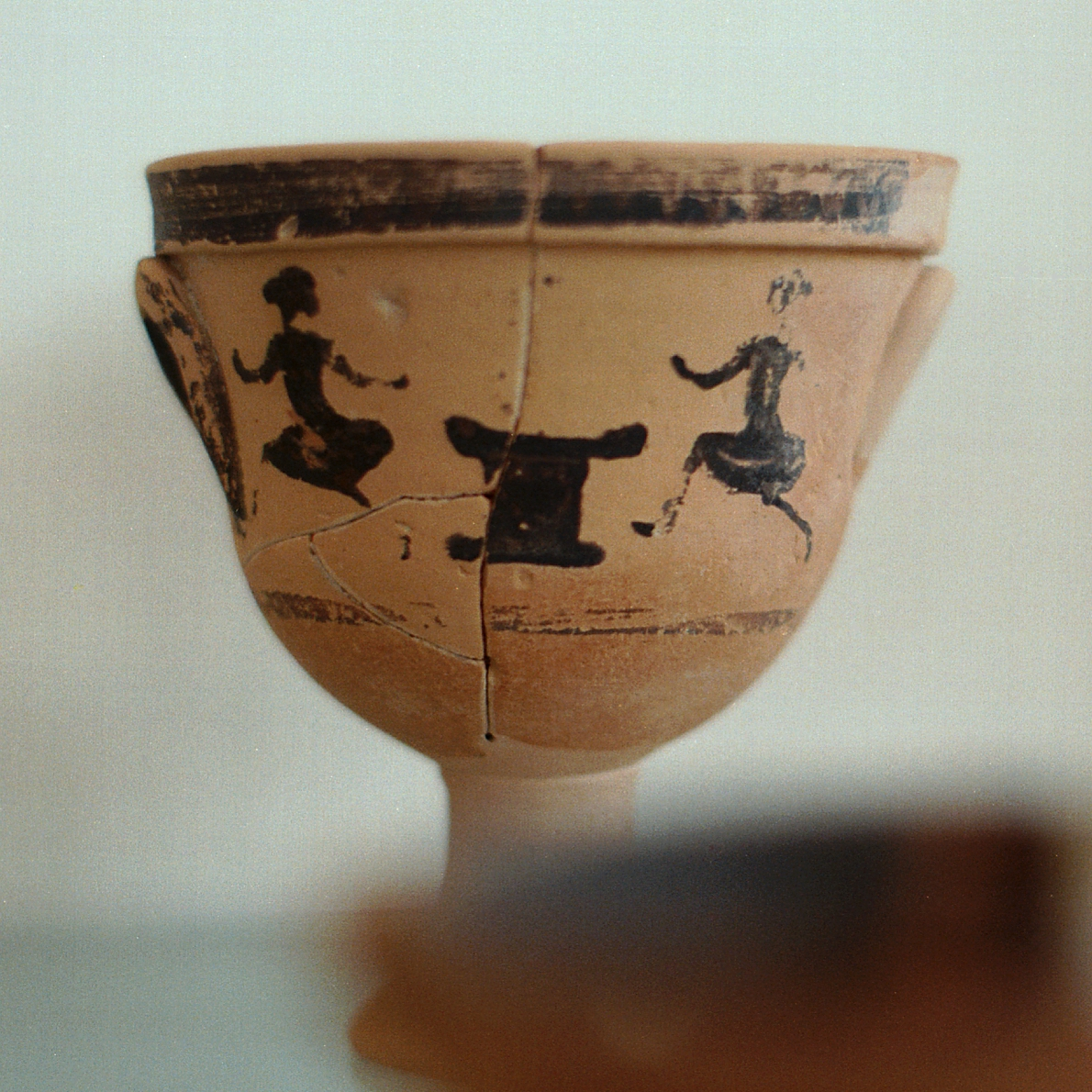
Vasija donde se representa a niñas danzando en torno a un altar, hacia 500 a. C.

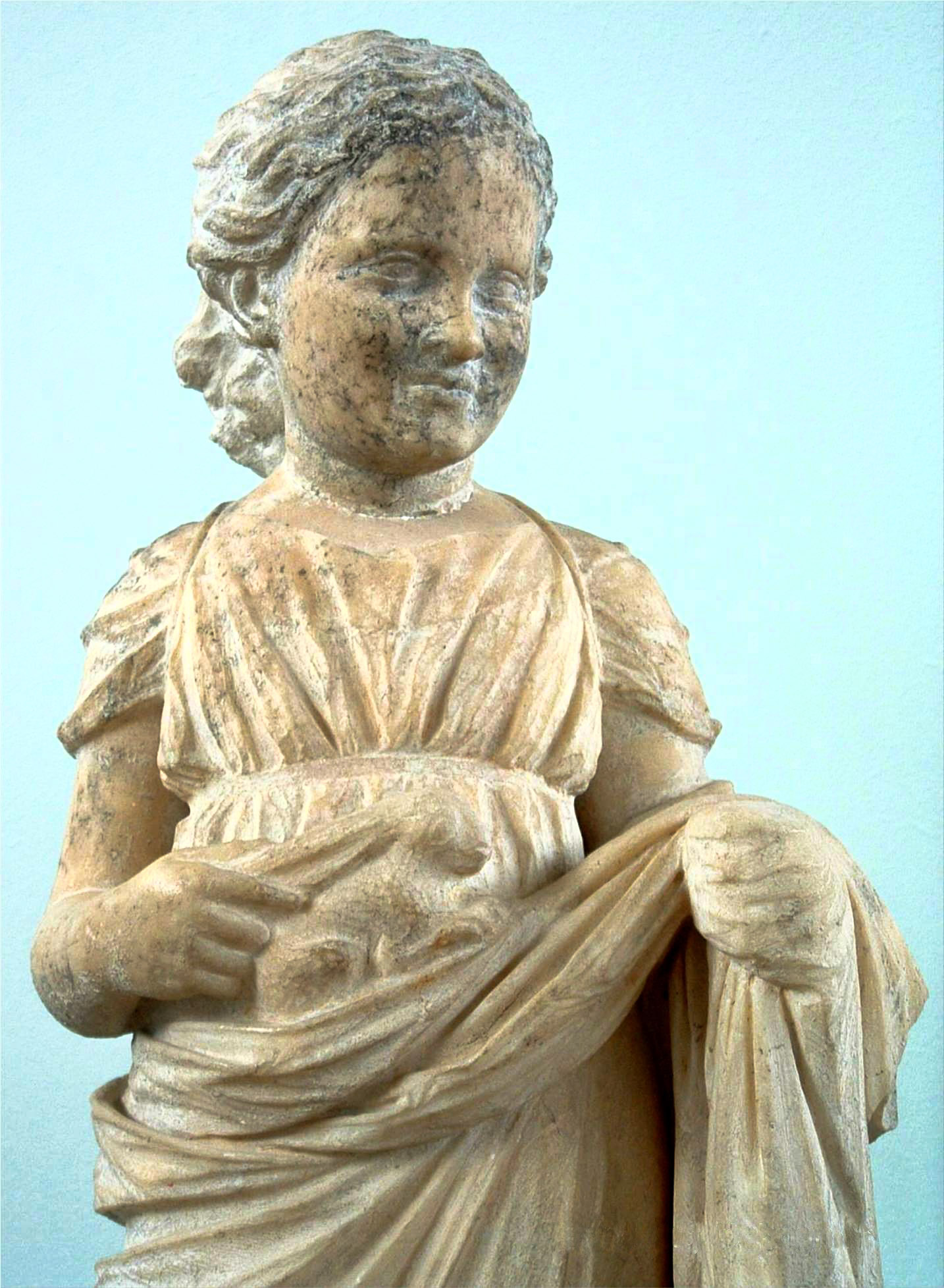
Estatua de chica joven con un conejo, siglo IV a. C.

Se conocen algunos detalles de los ritos y festividades que se celebraban en el santuario mediante algunas fuentes literarias y también por representaciones que se encuentran en la cerámica.
Las chicas de entre 5 y 10 años pasaban algún tiempo en el santuario de Braurón, se ejercitaban en la danza, en la carrera pedestre y en el arte de tejer, a fin de estar mejor preparadas para su vida de adultas. Asistían a las festividades de las «Brauronias», de carácter estrictamente femenino, que se celebraban cada cinco años (o cuatro, según algunas fuentes). Esta festividad debía iniciarse con una gran procesión, que partía del Brauronión (santuario de Artemisa Brauronia) situado en la Acrópolis de Atenas.
En esta fiesta, las muchachas debían pasar por un rito, en honor de Artemisa, llamado «arktéia» que servía como transición entre la infancia y la vida adulta: para expiar la muerte de una osa domesticada que estaba consagrada a la divinidad, las chicas iban vestidas con túnicas de color azafrán, se las denominaba osas («arktos») e imitaban los gestos de dicho animal. Las vírgenes no podían ser dadas en matrimonio si no habían servido antes como osa a la diosa. No obstante, se desconoce cuántas muchachas realizaban este ritual. Puesto que el santuario no estaba en condiciones de acoger un gran número de participantes, se ha sugerido que algunas jóvenes participarían  representando a otras que estarían ausentes. Se ha sugerido que la «arktéia» también comprendía el periodo de aislamiento en el que las muchachas permanecían consagradas a Artemisa y realizaban diversos servicios en el santuario.
Debido a algunos testimonios iconográficos donde aparecen representadas muchachas corriendo, se ha supuesto que uno de los rituales que se practicaban en el santuario podría haber consistido en una carrera donde el hecho de ir vestidas con un quitón o desnudas indicaba diferentes etapas de iniciación en que se hallaban las vírgenes, o que en un momento dado del rito las muchachas dejaban caer su vestimenta o tal vez se trataba en un juego de persecución en el que una muchacha hacía el papel de osa y otra hacía de víctima.
Se cree que muchos de los ritos tenían carácter nocturno, puesto que aparecen representaciones de las muchachas que corren o bailan llevando antorchas. También hay datos que informan de la presencia en Braurón de prostitutas que eran raptadas por individuos embriagados, por lo que se deduce que también tenían lugar ritos orgiásticos dionisíacos. Además, durante las fiestas se recitaban versos homéricos, y había concursos de música y de carreras de carros.

### Excavaciones
Las excavaciones en Braurón fueron llevadas a cabo por la Sociedad Arqueológica de Atenas bajo la dirección de Ioannis Papadimitriou entre 1948-50 y 1955-63.